# Agatha Award/Bestes Kinder- und Jugendbuch
Bestes Kinder- und Jugendbuch (englisch Best Children's/Young Adult Mystery) ist eine der sechs regulären Kategorien, in denen der amerikanische Literaturpreis Agatha Award von der Malice Domestic Ltd. vergeben wird. Der Preis in dieser Kategorie wird seit 2002 jährlich verliehen; er zeichnet im Vorjahr erschienene Romane eines Autors aus dem Mystery-Genre für Kinder und Jugendliche bis zum 18. Lebensjahr aus. Die erfolgreichsten Autoren in dieser Kategorie sind Penny Warner und Chris Grabenstein, die den Preis jeweils viermal gewinnen konnten.
Die Gewinner des Agatha Awards in der Kategorie Bestes Kinder- und Jugendbuch sind:
| Jahr | Preisträger                       | Titel                                                                | Deutscher Titel                       |
| ---- | --------------------------------- | -------------------------------------------------------------------- | ------------------------------------- |
| 2001 | Penny Warner                      | Mystery of the Haunted Caves: A Troop 13 Mystery                     |                                       |
| 2002 | Daniel J. Hale und Matthew LaBrot | Red Card: A Zeke Armstrong Mystery (The Zeke Armstrong Mysteries, 1) |                                       |
| 2003 | Kathleen Karr                     | The 7th Knot                                                         |                                       |
| 2004 | Blue Balliett                     | Chasing Vermeer                                                      | Das Pentomino-Orakel                  |
| 2005 | Peter Abrahams                    | Down the Rabbit Hole                                                 | Was geschah in Echo Falls?            |
| 2005 | Carl Hiaasen                      | Flush                                                                | Fette Fische                          |
| 2006 | Nancy Means Wright                | The Pea Soup Poisonings                                              |                                       |
| 2007 | Sarah Masters Buckey              | A Light in the Cellar                                                |                                       |
| 2008 | Chris Grabenstein                 | The Crossroads (Haunted Mysteries 1)                                 |                                       |
| 2009 | Chris Grabenstein                 | The Hanging Hill (Haunted Mysteries 2)                               |                                       |
| 2010 | Sarah Smith                       | The Other Side of Dark                                               |                                       |
| 2011 | Chris Grabenstein                 | The Black Heart Crypt (Haunted Mysteries 4)                          |                                       |
| 2012 | Penny Warner                      | The Haunted Lighthouse (The Code Busters Club, Case 2)               |                                       |
| 2013 | Chris Grabenstein                 | Escape from Mr. Lemoncello’s Library                                 | Flucht aus Mr. Banancellos Bibliothek |
| 2014 | Penny Warner                      | The Mummy’s Curse (The Code Busters Club, Case 4)                    |                                       |
| 2015 | Amanda Flower                     | Andi Unstoppable                                                     |                                       |
| 2016 | Penny Warner                      | The Secret of the Puzzle Box (The Code Busters Club, Case 6)         |                                       |
| 2017 | Cindy Callaghan                   | Sydney Mackenzie Knocks ’Em Dead                                     |                                       |
| 2018 | Cindy Callaghan                   | Potion Problems (Just Add Magic)                                     |                                       |
| 2019 | Frances Schoonmaker               | The Last Crystal                                                     |                                       |
| 2020 | Richard Narvaez                   | Holly Hernandez and the Death of Disco                               |                                       |
| 2021 | Alan Orloff                       | I Play One on TV                                                     |                                       |
| 2022 | Nancy Springer                    | Enola Holmes and the Elegant Escapade                                | Der Fall der eleganten Eskapade       |
| 2023 | K. B. Jackson                     | The Sasquatch of Hawthorne Elementary                                |                                       |
| 2024 | K. B. Jackson                     | The Sasquatch of Harriman Lake                                       |                                       |